# عبد العزيز مطر
عبد العزيز السيد مطر (- 1420 هـ / 1999) أستاذ جامعي وشاعر مصري، وُلد في قرية مستماد بمحافظة البحيرة، حفظ القرآن في كُتّاب القرية، ثم درس في معهد أزهري، والتحق بكلية دار العلوم، وتخرّج فيها عام 1950م، وظلّ يدرس في جامعته حتى حصل على شهادة الدكتوراة عام 1964م، أصبح محرّراً في مجمع اللغة العربية بالقاهرة في عام 1951م، ثم استاذاً في جامعة عين شمس منذ عام 1958 حتى عام 1962م، وتوجّهَ بعدئذٍ إلى جامعة الكويت في أول تأسيسها، ثم انتقل إلى جامعة قطر.

## كتاباته

### في اللغة
- لحن العامة في ضوء الدراسات اللغوية الحديثة، عام 1966م.
- تقويم اللسان لابن الجوزي» - (دراسة وتحقيق)، عام 1966.
- تثقيف اللسان وتلقيح الجنان لعمر بن خلف الصقلي (دراسة وتحقيق)، عام 1967.
- خصائص اللهجة الكويتية، جامعة الكويت، عام 1969م.

### شعر
له قصائد منشورة، كقصيدة «ذكرى المولد النبوي»، و«من الأعماق» عام 1946م، و«وثبة الجيش» عام 1952، و«بين دنكرك وكفر عبده» عام 1951م.